# کتاب‌سوزان نازی‌ها

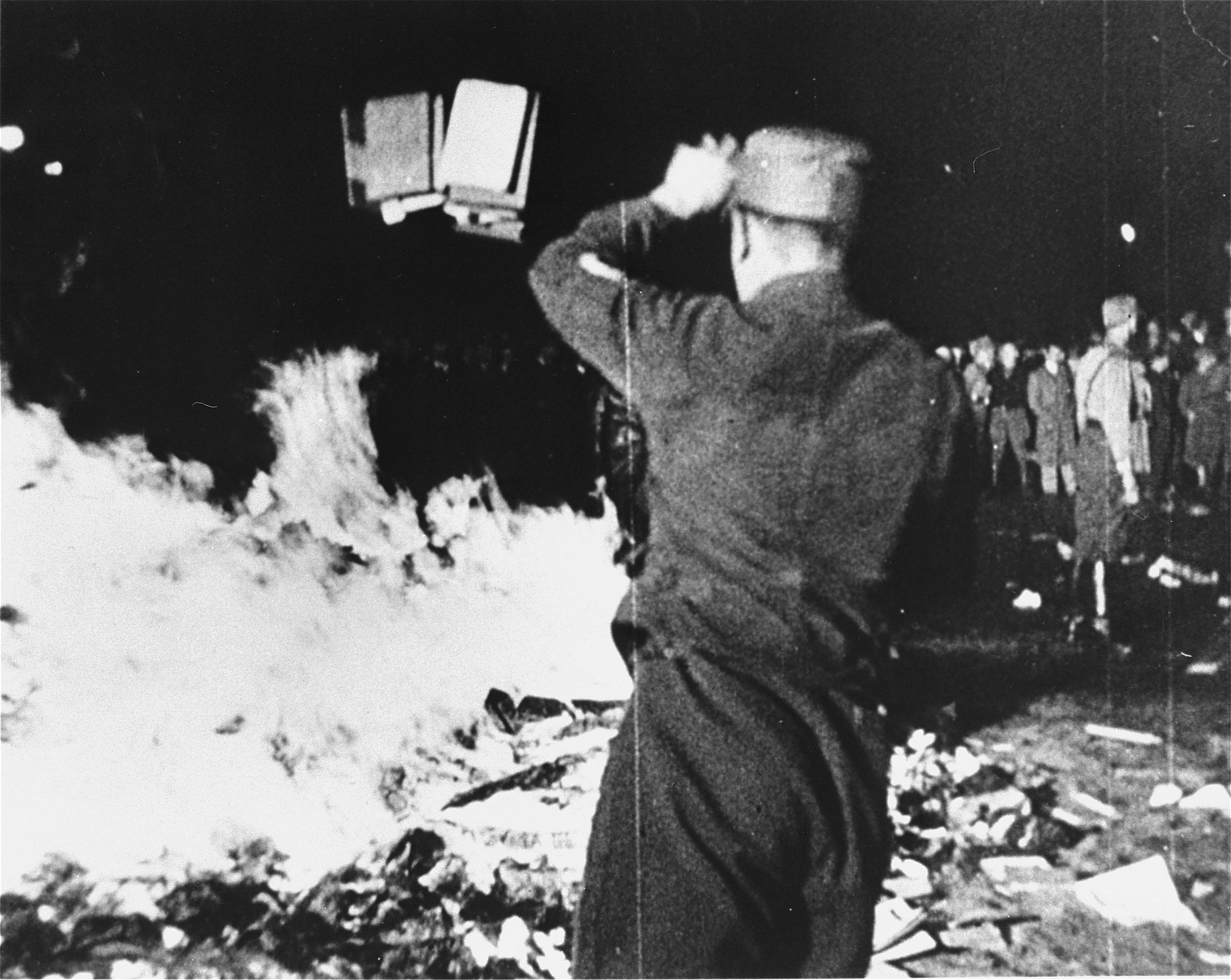
نازی‌ها در حال سوزاندان کتاب‌های نویسندگان یهودی و دیگر نویسندگان غیر آلمانی.

کتاب‌سوزان نازی‌ها نام کمپینی در ۱۰ مه ۱۹۳۳ میلادی در آلمان بود که در آن کتاب‌هایی که در تضاد با ایدئولوژی حزب سوسیالیست ملی کارگران آلمان تشخیص داده شده بود، از کتابخانه‌ها و کتاب‌فروشی‌های سراسر آلمان جمع و به‌طور یک‌جا در مراسم رسمی کتاب‌سوزی نابود شد.
یوزف گوبلز، وزیر تبلیغات آلمان نازی که برگزارکننده مراسم کتاب‌سوزان بود، در سخنرانی خود در شب مراسم کتاب‌سوزان، «کتاب‌های فاسد» را بدتر از «غذاهای فاسد» دانسته بود که ذهن «بچه‌های آلمانی» را خراب می‌کنند.

## تاریخچه

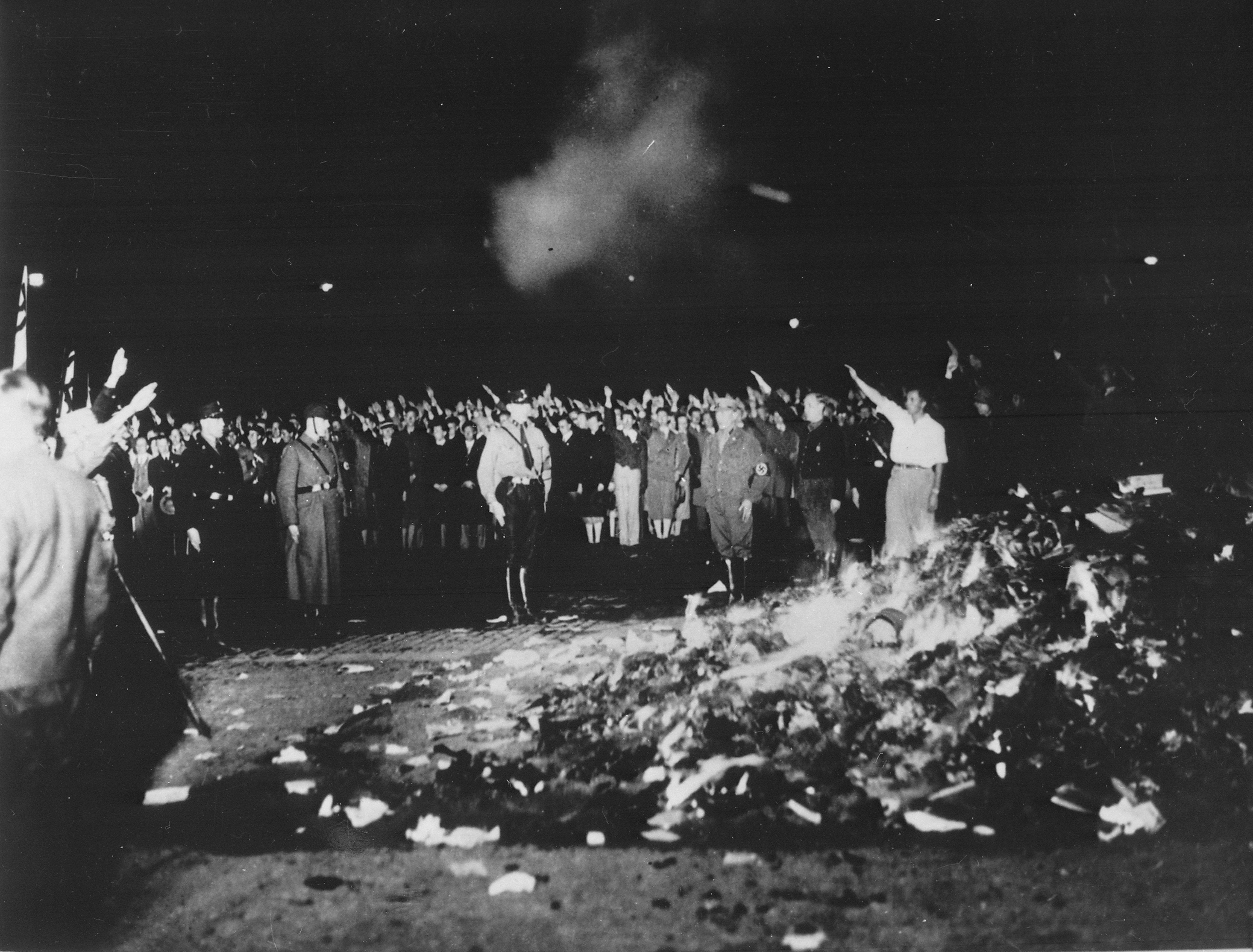
به آتش کشیدن کتاب‌ها در میدان اپرا در برلین

در بهار ۱۹۳۳ میلادی، سازمان‌های دانشجویی، استادان و کتاب‌داران نازی، فهرست بلندی از اسامی کتاب‌هایی تهیه کردند که از نظر آن‌ها آلمانی‌ها نباید آن‌ها را می‌خواندند.
در شب ۱۰ مه ۱۹۳۳ میلادی، نازی‌ها به کتابخانه‌ها و کتاب‌فروشی‌های سراسر آلمان حمله کردند و مشعل به‌دست رژه‌های شبانه به‌راه انداختند، سرود سردادند و بیش از ۲۵هزار جلد کتاب را سوزاندند. برخی از این کتاب‌ها آثار نویسندگان یهودی، از جمله آلبرت اینشتین و زیگموند فروید بود. اکثر این کتاب‌ها به قلم نویسندگان غیر یهودی، شامل نویسندگان معروف آمریکایی مثل جک لندن، ارنست همینگوی و سینکلر لوئیس بود.

## بنای یادبود

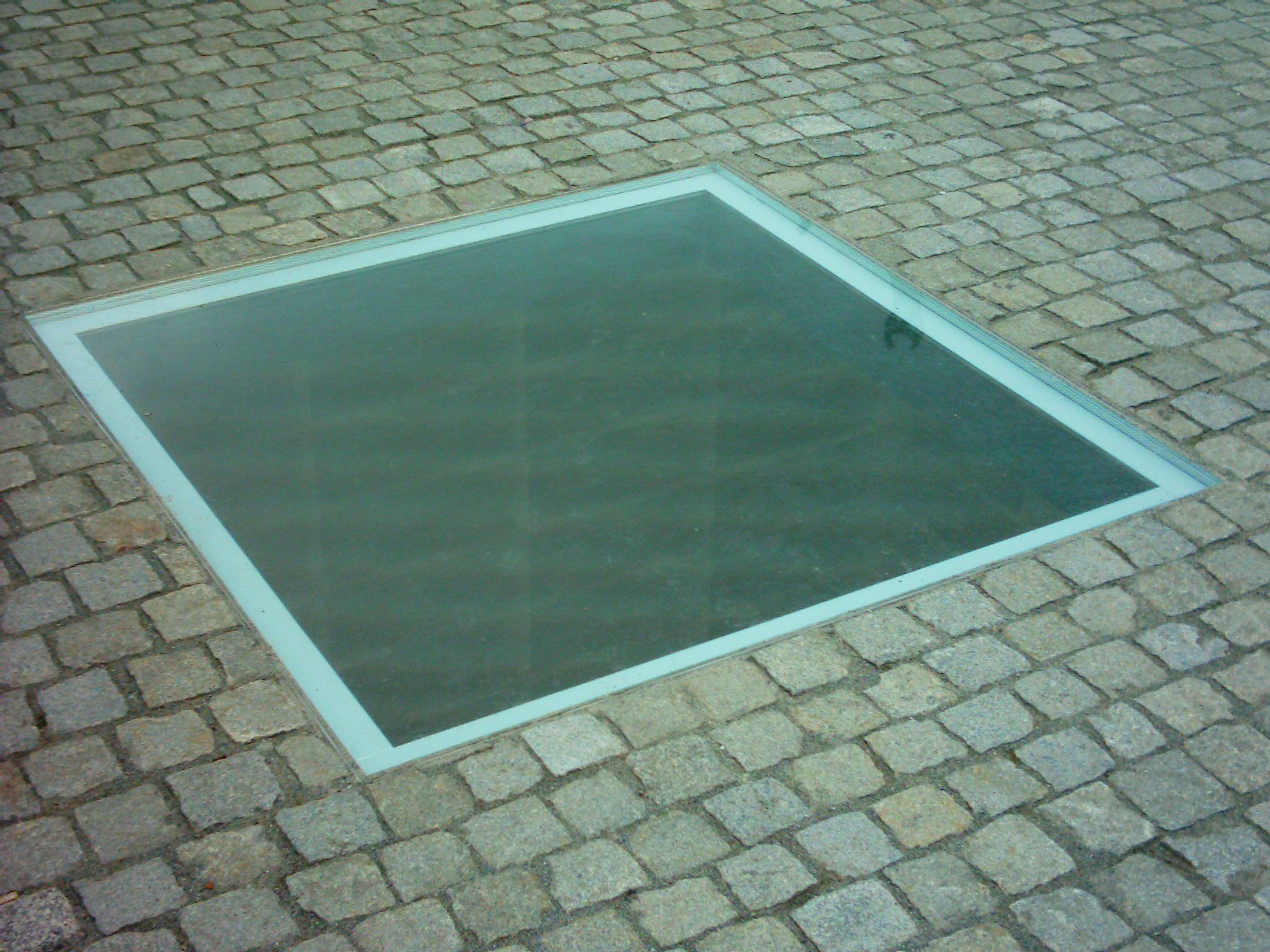
بنای یادبود کتاب‌سوزان نازی‌ها در محلهٔ ببل‌پلاتز در مرکز شهر برلین.

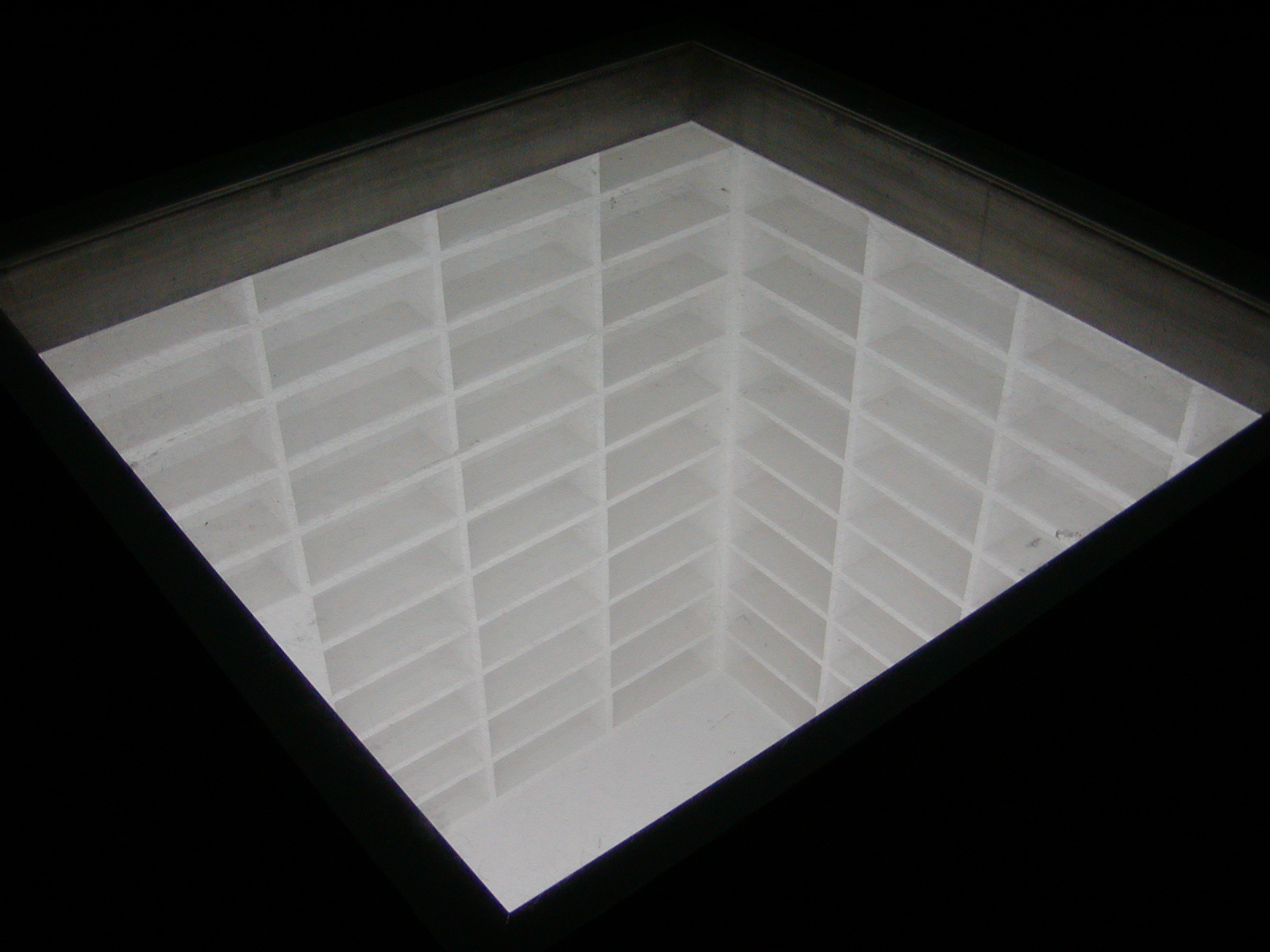
قفسه‌های خالی از کتاب بنای یادبود کتاب‌سوزان نازی‌ها، در شب.

در تاریخ ۲۰ مارس ۱۹۹۵ میلادی، بنای یادبودی از کتاب‌سوزان نازی‌ها در داخل محوطه ببل‌پلاتز در شهر برلین افتتاح شد که طراح آن میشا اولمن، هنرمند اسرائیلی است.
بنای یادبود کتاب‌سوزان نازی‌ها به شکل یک مربع با سقف شیشه‌ای و قفسه‌های خالی از کتاب و به رنگ سفید طراحی شده‌است. در طول شب بنای یادبود با نور سفیدی روشن می‌گردد که یادآور شب ۱۰ مه ۱۹۳۳ میلادی است که مراسم کتاب‌سوزان در همان مکان انجام گرفته بود.

## نازی زدایی متفقین
در ۱۹۴۶ مسئولان اشغالگر متفقین فهرستی از بیش از ۳۰٬۰۰۰ عنوان کتاب، از کتابهای مدرسه تا شعر و همچنین آثاری از نویسندگانی چون فون کلاوزویتس تنظیم کردند. میلیونها نسخه از این کتاب‌ها توقیف و نابود شدند. نماینده هیئت مدیره ارتش تأیید کرد که این فرمان اصولاً فرقی با کتاب سوزیهای نازی نداشت.